# Chiesa di Santa Barbara (Colleferro)
La chiesa di Santa Barbara è un luogo di culto cattolico di Colleferro e si trova in piazza Leopoldo Parodi Delfino.

## Storia
La prima pietra di questa chiesa venne posta il 12 luglio 1936, e fu benedetta dal vescovo di Segni monsignor Fulvio Tessaroli.
Venne costruita su disegno dell'ing. Riccardo Morandi. Alcuni sostengono che la facciata principale possa riprodurre lo stile del Castello Vecchio che riporta tre grandi arcate alte 25 metri, mentre la chiesa è lunga 42 metri, larga 16 metri e alta 12.
In realtà il linguaggio architettonico utilizzato si rifà a stilemi propri dell’epoca. Basti pensare alla Chiesa San Ferdinando di Bari del 1927.
La chiesa è di stile romanico moderno, con una navata centrale alta 12 metri e due navate laterali alte 4 metri. Al centro della grande abside è collocato l'altare maggiore, in marmo nobile, con ai lati due piccoli altari anch'essi di marmo. Sull'altare maggiore troneggia una copia del grande Crocifisso in bronzo realizzato dal Donatello della basilica del Santo.
Dietro l'abside, domina un mosaico, alto 9,50 metri e largo 4,30 metri, creato dal prof. Marino Mazzacurati, che rappresenta santa Barbara (patrono di Colleferro) uscente dalle fiamme a seguito di una esplosione, nella mano destra tiene una fiaccola, e rappresenta la fede, che sorvola gli stabilimenti di Colleferro a protezione e difesa.
Posta nell'estremità inferiore del mosaico, si trova una scritta che ricorda la donatrice del mosaico: Donna Lucia Parodi Delfino.
A destra e a sinistra dell'abside si trovano due altari in marmo, eretti a spese della popolazione colleferrina, a ricordo della protezione della Santa nel periodo della seconda guerra mondiale, durante la quale la città subì ben 105 bombardamenti aerei, gli stabilimenti B.P.D. ed il territorio circostante. Nella parte degli altari laterali si trovano due pregiati mosaici di stile tradizionale, che rappresentano uno san Giovanni Bosco, l'altro la Madonna Ausiliatrice. Sulla sinistra del mosaico di Don Bosco è visibile una lapide che riporta una didascalia, che ricorda l'immatura e simultanea morte (in un tragico incidente di volo) dei fratelli Paolo e Gerardo Parodi, morti il 14 ottobre 1936. Sopra i quattro amboni sono collocati i simboli dei quattro Evangelisti.
Una “Via Crucis” in mosaico, stile bizantino, opera pregiata del prof. Saltelli, è composta da 14 quadri, posti nelle due pareti della navata centrale.
Alla sinistra dell'entrata principale della chiesa, si trova un originale Battistero in marmo che richiama, pur nelle sue modernità, la forma dei più antichi Battisteri cristiani ed un altare sul quale si eleva l'immagine classica del Sacro Cuore di Gesù.
Nel 1995 la chiesa è stata arricchita dalle vetrate in colore pastello che rappresentano diversi santi, nel 2000 del portone d'ingresso in bronzo e nel 2007 del portone dell'ingresso laterale destro sempre in bronzo.

## Le campane
Nella torre campanaria alta quasi 60 metri, si trovano tre campane, che furono offerte dalla società B.P.D. e vennero benedette il 29 giugno 1937. La prima campana pesa 5,90 quintali, è stata dedicata a santa Barbara, essendo patrona principale di Colleferro. Le altre due campane sono state dedicate ai due figli di Leopoldo Parodi Delfino: la seconda campana pesa 3,78 quintali è stata dedicata a San Paolo, per Paolo Parodi Delfino, la terza campana dal peso di 2,72 quintali è stata dedicata a san Gerardo, per Gerardo Parodi Delfino, le due campane portano incisa la scritta in latino: Paulus et Gerardus frates, quomodo in vita dilexerunt se, ita et in morte non sunt separati.